# Everflex

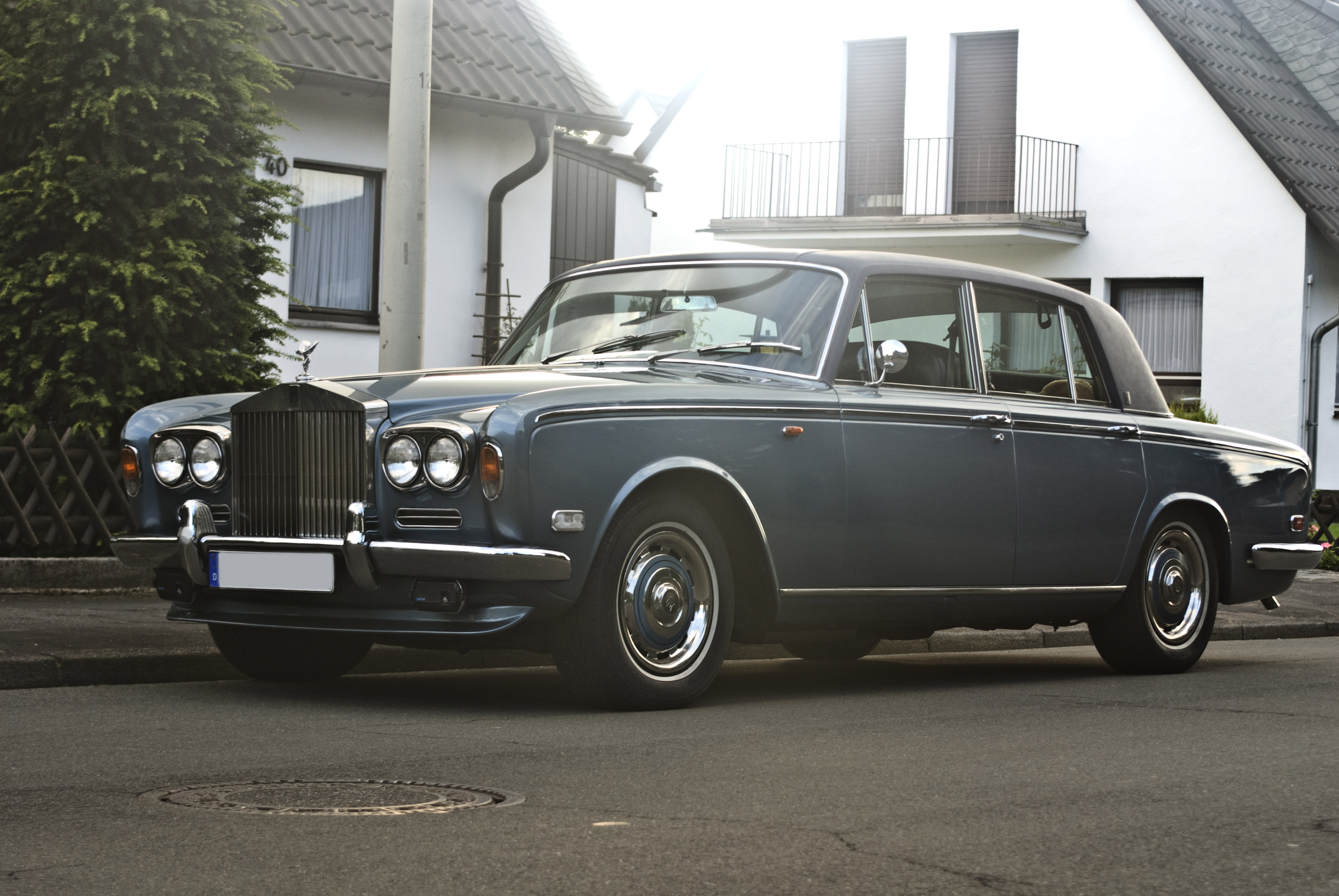
Rolls-Royce Silver Shadow I mit Everflex in Blau

Everflex ist ein Markenname für Autodachbezüge. Das verwendete Material ist haltbarer und teurer als (das von der Zusammensetzung her ähnliche) Vinyl. Bei Hardtops wird es oft zusätzlich mit Textil überzogen, um ein verdeckähnliches Aussehen zu erzielen.
Drei der bekanntesten Autofirmen, die Everflex Material verwenden, sind Rolls-Royce, Bentley Motors Limited und Jaguar Cars.
Everflex erreichte seine größte Bekanntheit in den frühen 1970er Jahren durch die Verwendung beim Rolls-Royce Silver Shadow.